# Guro Reiten
Guro Reiten (Sunndalsøra, Noruega; 26 de julio de 1994) es una futbolista noruega. Actualmente juega como delantera en el  Chelsea y en la Selección de Noruega.

## Clubes
| Club              | País       | Año             |
| ----------------- | ---------- | --------------- |
| Sunndal Fotball   | Noruega    | 2010            |
| Kattem IL         | Noruega    | 2011 - 2012     |
| SK Trondheims-Ørn | Noruega    | 2013 - 2016     |
| LSK Kvinner FK    | Noruega    | 2017 - 2019     |
| Chelsea FC        | Inglaterra | 2019 - Presente |

## Selección nacional
Reiten debutó con la selección absoluta de Noruega en enero de 2014 en un partido contra España. Ha representado a dicha selección durante la Eurocopa de 2017 y el Mundial de 2019.

### Goles internacionales
| Gol | Fecha                    | Lugar                                             | Rival             | Puntuación | Resultado | Competición                         |
| --- | ------------------------ | ------------------------------------------------- | ----------------- | ---------- | --------- | ----------------------------------- |
| 1.  | 8 de marzo de 2017       | Bela Vista Municipal Stadium, Parchal, Portugal   | Portugal          | 2–0        | 2–0       | Copa de Algarve 2017                |
| 2.  | 15 de septiembre de 2017 | Nye Fredrikstad Stadion, Fredrikstad, Noruega     | Irlanda del Norte | 1–0        | 4–1       | Clasificación para el Mundial 2019  |
| 3.  | 15 de septiembre de 2017 | Nye Fredrikstad Stadion, Fredrikstad, Noruega     | Irlanda del Norte | 4–1        | 4–1       | Clasificación para el Mundial 2019  |
| 4.  | 19 de septiembre de 2017 | Sarpsborg Stadion, Sarpsborg, Noruega             | Eslovenia         | 3–0        | 6–1       | Clasificación para el Mundial 2019  |
| 5.  | 31 de agosto de 2018     | NTC Senec, Senec, Eslovaquia                      | Eslovenia         | 2–0        | 4–0       | Clasificación para el Mundial 2019  |
| 6.  | 8 de junio de 2019       | Stade Auguste-Delaune, Reims, Francia             | Nigeria           | 1–0        | 3–0       | Mundial 2019                        |
| 7.  | 30 de agosto de 2019     | Seaview, Belfast, Irlanda del Norte               | Irlanda del Norte | 1–0        | 6–0       | Clasificación para la Eurocopa 2022 |
| 8.  | 4 de octubre de 2019     | Borisov Arena, Borísov, Bielorrusia               | Bélgica           | 4–1        | 7–1       | Clasificación para la Eurocopa 2022 |
| 9.  | 8 de noviembre de 2019   | Viking Stadion, Stavanger, Noruega                | Irlanda del Norte | '3–0       | 6–0       | Clasificación para la Eurocopa 2022 |
| 10. | 22 de septiembre de 2020 | Ullevaal Stadion, Oslo, Noruega                   | Gales             | 1–0        | 1–0       | Clasificación para la Eurocopa 2022 |
| 11. | 8 de abril de 2021       | King Baudouin Stadium, Bruselas, Bélgica          | Bélgica           | 1–0        | 2–0       | Amistoso                            |
| 12. | 13 de abril de 2021      | BRITA-Arena, Wiesbaden, Alemania                  | Alemania          | 1–0        | 1–3       | Amistoso                            |
| 13. | 25 de noviembre de 2021  | Arena Kombëtare, Tirana, Albania                  | Albania           | 2–0        | 7–0       | Clasificación para el Mundial 2023  |
| 14. | 30 de noviembre de 2021  | Yerevan Football Academy Stadium, Ereván, Armenia | Armenia           | 5–0        | 10–0      | Clasificación para el Mundial 2023  |
| 15. | 29 de junio de 2022      | Viborg Stadium, Viborg, Dinamarca                 | Dinamarca         | 1–1        | 2–1       | Amistoso                            |
| 16. | 29 de junio de 2022      | Viborg Stadium, Viborg, Dinamarca                 | Dinamarca         | 2–1        | 2–1       | Amistoso                            |
| 17. | 7 de julio de 2022       | St Mary's Stadium, Southampton, Inglaterra        | Irlanda del Norte | 4–1        | 4–1       | Eurocopa 2022                       |

## Estadísticas
Actualizado a los partidos disputados el 23 de octubre de 2022.
| Club             | Temporada        | División         | Liga  | Liga  | Copa Nacional | Copa Nacional | Copa de Liga | Copa de Liga | Continental | Continental | Otros | Otros | Total | Total |
| Club             | Temporada        | División         | Part. | Goles | Part.         | Goles         | Part.        | Goles        | Part.       | Goles       | Part. | Goles | Part. | Goles |
| ---------------- | ---------------- | ---------------- | ----- | ----- | ------------- | ------------- | ------------ | ------------ | ----------- | ----------- | ----- | ----- | ----- | ----- |
| Kattem           | 2011             | Toppserien       | 13    | 0     | 0             | 0             | —            | —            | —           | —           | —     | —     | 13    | 0     |
| Kattem           | 2012             | Toppserien       | 22    | 11    | 1             | 1             | —            | —            | —           | —           | 1(1)  | 0     | 24    | 12    |
| Kattem           | Total            | Total            | 35    | 11    | 1             | 1             | 0            | 0            | 0           | 0           | 1     | 0     | 37    | 12    |
| Trondheims-Ørn   | 2013             | Toppserien       | 21    | 6     | 2             | 0             | —            | —            | —           | —           | —     | —     | 23    | 6     |
| Trondheims-Ørn   | 2014             | Toppserien       | 20    | 7     | 4             | 1             | —            | —            | —           | —           | —     | —     | 24    | 8     |
| Trondheims-Ørn   | 2015             | Toppserien       | 20    | 3     | 4             | 0             | —            | —            | —           | —           | —     | —     | 24    | 3     |
| Trondheims-Ørn   | 2016             | Toppserien       | 21    | 9     | 4             | 0             | —            | —            | —           | —           | —     | —     | 25    | 9     |
| Trondheims-Ørn   | Total            | Total            | 82    | 25    | 14            | 1             | 0            | 0            | 0           | 0           | 0     | 0     | 96    | 26    |
| LSK Kvinner      | 2017             | Toppserien       | 22    | 18    | 3             | 1             | —            | —            | —           | —           | —     | —     | 25    | 19    |
| LSK Kvinner      | 2018             | Toppserien       | 21    | 21    | 5             | 6             | —            | —            | 4           | 0           | —     | —     | 30    | 27    |
| LSK Kvinner      | 2019             | Toppserien       | 10    | 12    | 1             | 2             | —            | —            | 6           | 1           | —     | —     | 17    | 15    |
| LSK Kvinner      | Total            | Total            | 53    | 51    | 9             | 9             | 0            | 0            | 10          | 1           | 0     | 0     | 72    | 61    |
| Chelsea          | 2019–20          | FA WSL           | 15    | 5     | 3             | 1             | 6(2)         | 1            | —           | —           | —     | —     | 24    | 7     |
| Chelsea          | 2020–21          | FA WSL           | 19    | 1     | 3             | 1             | 5(2)         | 4            | 8           | 0           | 1(3)  | 0     | 36    | 6     |
| Chelsea          | 2021–22          | FA WSL           | 21    | 7     | 3             | 3             | 3(2)         | 0            | 6           | 1           | —     | —     | 33    | 11    |
| Chelsea          | 2022–23          | FA WSL           | 5     | 0     | 0             | 0             | 0            | 0            | 1           | 0           | 0     | 0     | 6     | 0     |
| Chelsea          | Total            | Total            | 60    | 13    | 9             | 5             | 14           | 5            | 15          | 1           | 1     | 0     | 99    | 24    |
| Total de carrera | Total de carrera | Total de carrera | 230   | 100   | 33            | 16            | 14           | 5            | 25          | 2           | 2     | 0     | 304   | 123   |

## Palmarés

### Clubes

#### LSK Kvinner
- Toppserien: 2017, 2018, 2019
- Copa de Noruega: 2018

#### Chelsea
- FA WSL: 2017-18, 2019-20, 2020-21, 2021-22
- Women's FA Cup: 2020-21, 2021-22
- FA Women's League Cup: 2019-20, 2020-21
- Women's FA Community Shield: 2020

### Internacional
- Copa de Algarve: 2019

### Individual
- Bota de oro de la Toppserien: 2017, 2018
- Jugadora del Año de la Toppserien: 2018
- Gol del Año de la Toppserien: 2018
- FA WSL PFA al equipo del año: 2021-22

## Vida personal
En el año 2022 se declaró lesbiana en una entrevista al periódico noruego Verdens Gang.